# The Last House on the Left (2009)
The Last House on the Left är en amerikansk-sydafrikansk våldtäktshämndfilm/skräckthrillerfilm från 2009, som är en nyinspelning av skräckfilmen The Last House on the Left, från 1972. Filmen är regisserad av Dennis Iliadis, samt skriven av Adam Alleca och Carl Ellsworth. I rollerna syns bland andra Tony Goldwyn, Monica Potter, Garret Dillahunt, Aaron Paul, Spencer Treat Clark, Riki Lindhome, Martha MacIsaac och Sara Paxton.
Filmen hade amerikansk biopremiär av Universal Studios den 13 mars 2009. Den släpptes på DVD i Sverige den 21 oktober samma år.
Huvudfotograferingen för filmen påbörjades i sydafrikanska Kapstaden/Helderberg Nature Reserve i mars 2008 och avslutades i maj.
Filmen är baserad på Ingmar Bergmans "Jungfrukällan" från 1960. Den utspelar sig på 1300-talet då en jungfru Karin (Birgitta Pettersson), blir våldtagen och mördad av tre bröder. Bergmans film bygger i sin tur på folkvisan "Per Tyrssons döttrar".

## Handling
Filmens handling kretsar kring familjen Collingwood, som består av mamma Emma, pappa John, och deras sjuttonåriga dotter Mari. Familjen åker till sitt ensligt belägna lantställe, där Mari sedan åker iväg för att hälsa på sin bästa kompis Paige. De båda tjejerna utsätts för ett våldtäkts- och mordförsök, när de råkar stöta på ett gäng kriminella, som är livrädda för att bli avslöjade. Dessa kriminella personer söker sedan efter en bilolycka hjälp av Maris föräldrar, som efterhand inser vad som har hänt. De utkräver sedan hämnd på dessa kriminella personer.

## Rollista

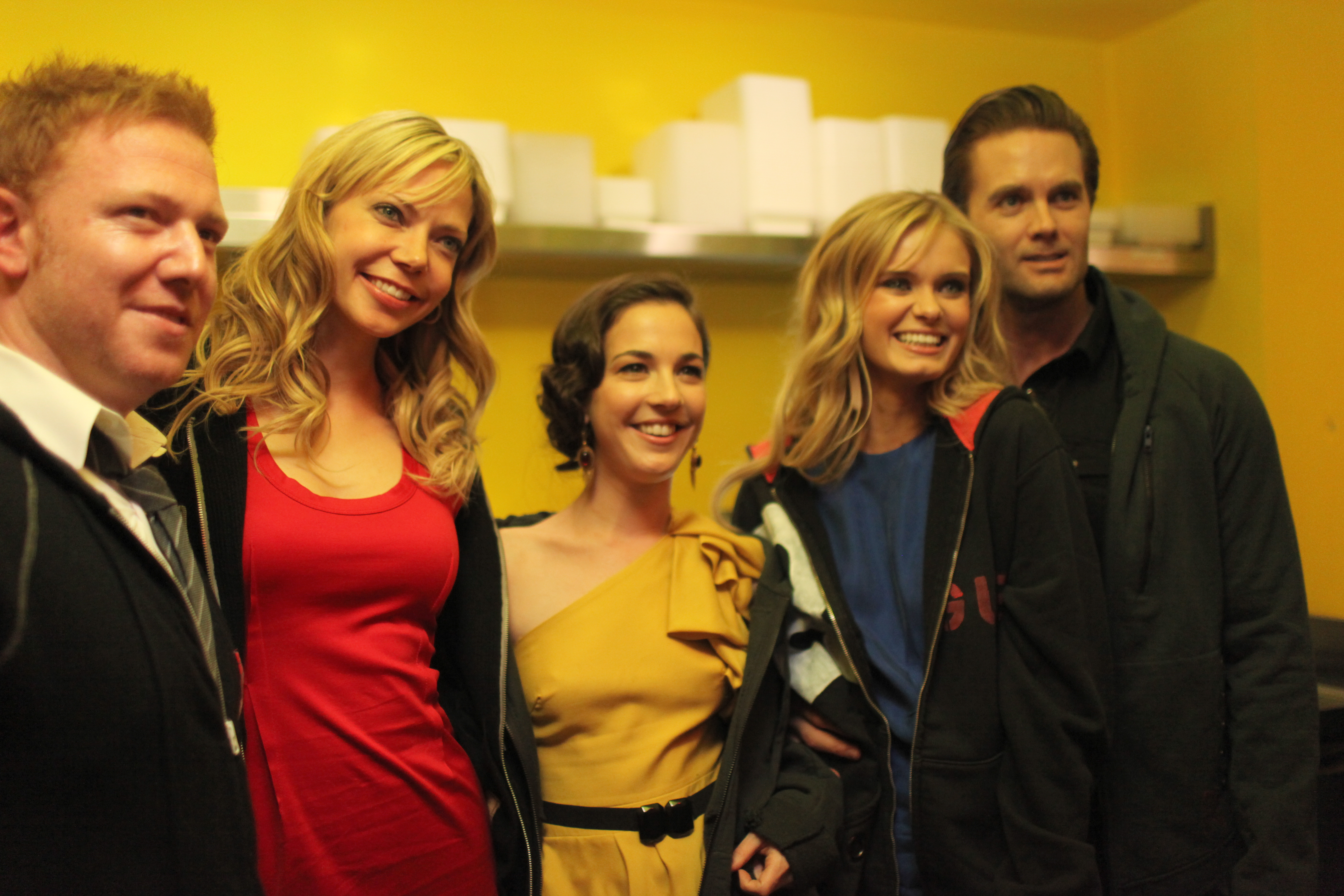
Delar av The Last House on the Lefts rollista, på filmpremiären i Los Angeles, 2009.

| Sara Paxton         | – Mari Collingwood     |
| Tony Goldwyn        | – Dr. John Collingwood |
| Monica Potter       | – Emma Collingwood     |
| Garret Dillahunt    | – Krug                 |
| Aaron Paul          | – Francis              |
| Spencer Treat Clark | – Justin               |
| Riki Lindhome       | – Sadie                |
| Martha MacIsaac     | – Paige                |
| Michael Bowen       | – Morton               |